# 邓愈墓
邓愈墓位于中国江苏省南京市雨花台区中华门外雨花南路、邓府山北麓的邓愈墓园内，为明初开国功臣、宁河武顺王邓愈的墓葬。
此墓建于明洪武十年（1378年），原在雨花台西安德门里的西山、今雨花西路127号石粉厂院内，后迁入今址。神道入口为最早立于清光绪十八年（1892年）的牌坊（不属文物范围），牌坊额书“山高水长”，两侧书“高密前勋传铁券，宁河懋绩著金书”，其后为神道碑一通，上为朱炎所撰《大明敕赐宁河武顺王神道碑铭》，继而为石马、马夫、石羊、石虎、文臣、武将各一对，其后为墓冢。2006年5月，作为明功臣墓之一归属于全国重点文物保护单位——明孝陵。
墓园内另有两处南京市文物保护单位，一处是自邓府山小区迁入的明代福清公主墓，另一处是明代大臣周瑄墓。

## 图集
- 碑坊
- 神道碑
- 马夫
- 文臣
- 武将
- 石羊
- 石虎
- 坟头